# Галогеноводороды
Галогеноводоро́ды — общее название соединений, образованных из водорода и галогенов (элементов подгруппы фтора):
- Плавиковая кислота — водный раствор фтороводорода
- Соляная кислота — водный раствор хлороводорода
- Бромоводородная кислота — водный раствор бромоводорода
- Иодоводородная кислота — водный раствор иодоводорода
- Астатоводородная кислота — водный раствор астатоводорода

Все галогеноводороды — бесцветные ядовитые газы с резким запахом, хорошо растворимые в воде. На воздухе их концентрированные растворы дымят вследствие выделения галогеноводородов.
Сокращённо галогеноводороды обозначают НГ, а в источниках на языках, использующих латинский алфавит, — HHal.
| Соединение    | Формула | Модель | Молярная масса | Длина связи d(H−X)/pm (газ) | Дипольный момент μ/D | ΔG°f   | tплав °C | tкип °C |
| ------------- | ------- | ------ | -------------- | --------------------------- | -------------------- | ------ | -------- | ------- |
| Фтороводород  | HF      |        | 20             | 91,7                        | 1,86                 | −270,7 | −83,4    | 19,5    |
| Хлороводород  | HCl     |        | 36,5           | 127,4                       | 1,11                 | −92,3  | −114,2   | −85,1   |
| Бромоводород  | HBr     |        | 81             | 141,4                       | 0,79                 | −36,3  | −86,9    | −66,8   |
| Иодоводород   | HI      |        | 128            | 160,9                       | 0,38                 | 26,57  | −50,8    | −35,4   |
| Астатоводород | HAt     |        | 211            | 172,0                       | -0,06                |        | −26,5    | −20,0   |

Сравнение температур кипения галогеноводородов и халькогеноводородов

В ряду HCl — HBr — HI в соответствии с увеличением ковалентности связи уменьшается дипольный момент молекулы: соответственно 0,33 ⋅10−29, 0,26⋅10−29 и 0,19⋅10−29 Кл·м. В жидкой и газовой фазах молекулы HCl, HBr, HI, в отличие от HF, не ассоциированы. Прочность связи в ряду HCl — HBr — HI значительно уменьшается, поскольку уменьшается степень перекрывания взаимодействующих электронных облаков. Также уменьшается и их устойчивость к нагреванию.
В ряду HCl — HBr — HI закономерно изменяются температуры плавления и кипения, но при переходе к HF они резко возрастают. Это объясняется ассоциацией молекул фтороводорода в результате образования водородных связей.

## Химические свойства
Галогеноводороды хлора, брома, йода при обычных условиях — газы. Хорошо растворимы в воде, при растворении протекают следующие процессы:
{\displaystyle {\mathsf {HHal+H_{2}O\rightarrow H_{3}O^{+}+Hal^{-}}}}
Процесс растворения сильно экзотермичен. С водой HCl, HBr и HI образуют азеотропные смеси, которые содержат соответственно 20,24; 48; 57 % НГ.
Галогены в галогеноводородах имеют степень окисления −1. Могут выступать в качестве восстановителей, причём восстановительная способность в ряду HCl — HBr — HI увеличивается:
{\displaystyle {\mathsf {HF+H_{2}SO_{4}\nrightarrow }}}
{\displaystyle {\mathsf {HCl+H_{2}SO_{4}\nrightarrow }}}
{\displaystyle {\mathsf {2HBr+H_{2}SO_{4}\rightarrow Br_{2}+SO_{2}+2H_{2}O}}}
{\displaystyle {\mathsf {8HI+H_{2}SO_{4}\rightarrow 4I_{2}+H_{2}S+4H_{2}O}}}
Иодоводород является сильным восстановителем и используется как восстановитель во многих органических синтезах. При стоянии раствор HI вследствие постепенного окисления HI кислородом воздуха и выделения иода постепенно принимает бурую окраску:
{\displaystyle {\mathsf {4HI+O_{2}\rightarrow 2H_{2}O+2I_{2}}}}
Аналогичный процесс протекает и в водном растворе HBr, но намного медленнее.
Растворы галогенов — сильные кислоты, в которых ион H+ выступает в качестве окислителя. Сила кислот увеличивается по мере увеличения номера периода. Галогеноводородные кислоты реагируют с металлами, потенциал которых < 0, но так как ионы I− (в меньшей степени Br−) хорошие комплексообразователи, HI может реагировать даже с серебром (E0 = +0,8 В).
{\displaystyle {\mathsf {2Ag+4HI\rightarrow 2H[AgI_{2}]+H_{2}}}}
Фтороводород легко образует полимеры типа (HF)n

## Методы получения
Вытеснение из солей сильными кислотами:
{\displaystyle {\mathsf {NaCl+H_{2}SO_{4}\rightarrow HCl+NaHSO_{4}}}}
- Хлор, бром, иод непосредственно взаимодействуют с водородом, образуя галогеноводороды:

{\displaystyle {\mathsf {H_{2}+Cl_{2}\rightarrow 2HCl}}}
{\displaystyle {\mathsf {H_{2}+Br_{2}\rightarrow 2HBr}}}
{\displaystyle {\mathsf {H_{2}+I_{2}\rightarrow 2HI}}}
Хлор реагирует с водородом бурно, со взрывом, но реакцию необходимо инициировать (путём нагревания или освещения), что связано с её цепным механизмом.
Взаимодействие водорода с бромом и иодом также включает цепные процессы, но реакция с бромом протекает медленно, а с иодом идёт лишь при нагревании и не доходит до конца, поскольку в системе устанавливается равновесие. Этой закономерности соответствует и изменение ΔH°f.